# Masters de Roma 2015
El Internazionali BNL d'Italia de 2015 (también conocido en inglés como 2015 Italian Open) es un torneo de tenis que se juega en canchas de arcilla al aire libre en el Foro Itálico de Roma (Italia). Es la 72.ª edición del Abierto de Italia y se clasifica como un ATP Masters 1000 y WTA Premier 5 en el WTA de 2015. Se lleva a cabo del 11 al 17 de mayo de 2015. Los defensores del título son Novak Djokovic y Serena Williams en individuales; Daniel Nestor y Nenad Zimonjić, Květa Peschke y Katarina Srebotnik en dobles.

## Puntos y premios en efectivo

### Distribución de Puntos
| Evento                 | G    | F   | SF  | CF  | Ronda de 16 | Ronda de 32 | Ronda de 64 | Q  | Q2 | Q1 |
| Individuales Masculino | 1000 | 600 | 360 | 180 | 90          | 45          | 10          | 25 | 16 | 0  |
| Dobles Masculino       | 1000 | 600 | 360 | 180 | 90          | 0           | —           | —  | —  | —  |
| Individuales Femenino  | 900  | 585 | 350 | 190 | 105         | 60          | 1           | 30 | 20 | 1  |
| Dobles Femenino        | 900  | 585 | 350 | 190 | 105         | 1           | —           | —  | —  | —  |

### Premios en efectivo
| Evento                 | G | F   | SF | CF | Ronda de 16 | Ronda de 32 | Ronda de 64 | Q2 | Q1 |
| Individuales Masculino |   | hhh |    |    |             |             |             |    |    |
| Individuales Femenino  |   |     |    |    |             |             |             |    |    |
| Dobles Masculino       |   |     |    |    |             |             | —           | —  | —  |
| Dobles Femenino        |   |     |    |    |             |             | —           | —  | —  |

## Cabezas de serie

### Individuales masculino

#### Sembrados
| Semb. | Rk. | Jugador               | Puntos Antes | Puntos a Defender | Puntos Ganados | Puntos Después | Actuación en el Torneo                                        |
| ----- | --- | --------------------- | ------------ | ----------------- | -------------- | -------------- | ------------------------------------------------------------- |
| 1     | 1   | Novak Djokovic        | 13,845       | 1000              | 1000           | 13,845         | Campeón, venció a Roger Federer                               |
| 2     | 2   | Roger Federer         | 8,645        | 10                | 600            | 9,235          | Final, perdió ante Novak Djokovic                             |
| 3     | 3   | Andy Murray           | 7,130        | 180               | 90             | 7,040          | Tercera Ronda, se ha retirado por cansancio ante David Goffin |
| 4     | 4   | Rafael Nadal          | 4,990        | 600               | 180            | 4,570          | Cuartos de final, perdió ante Stan Wawrinka                   |
| 5     | 5   | Kei Nishikori         | 5,040        | 0                 | 180            | 5,220          | Cuartos de final, perdió ante vs Novak Djokovic               |
| 6     | 7   | Tomáš Berdych         | 5,140        | 90                | 180            | 5,230          | Cuartos de final, perdió ante vs Roger Federer                |
| 7     | 8   | David Ferrer          | 4,310        | 180               | 360            | 4,490          | Semifinal, perdió ante vs Novak Djokovic                      |
| 8     | 9   | Stan Wawrinka         | 3,575        | 90                | 360            | 3,845          | Semifinales, perdió ante Roger Federer                        |
| 9     | 10  | Marin Čilić           | 3,360        | 45                | 10             | 3,325          | Primera Ronda, perdió ante Guillermo García-López             |
| 10    | 11  | Grigor Dimitrov       | 3,075        | 360               | 45             | 2,760          | Segunda Ronda, perdió ante Fabio Fognini                      |
| 11    | 12  | Feliciano López       | 2,245        | 10                | 45             | 2,280          | Segunda Ronda, perdió ante Victor Troicki                     |
| 12    | 13  | Gilles Simon          | 2,210        | 45                | 45             | 2,210          | Segunda Ronda, perdió ante Dominic Thiem                      |
| 13    | 14  | Jo-Wilfried Tsonga    | 2,065        | 90                | 45             | 2,020          | Segunda Ronda, perdió ante David Goffin                       |
| 14    | 16  | Roberto Bautista Agut | 1,715        | 10                | 45             | 1,750          | Segunda Ronda, perdió ante Thomaz Bellucci                    |
| 15    | 17  | Kevin Anderson        | 1,925        | 45                | 90             | 1,970          | Tercera ronda, perdió ante Roger Federer                      |
| 16    | 18  | John Isner            | 1,855        | 10                | 90             | 1,935          | Tercera Ronda, perdió ante Rafael Nadal                       |

#### Bajas masculinas
| Ranking | Jugador           | Puntos Antes | Puntos a Defender | Puntos Ganados | Puntos Después | Baja debido a        |
| ------- | ----------------- | ------------ | ----------------- | -------------- | -------------- | -------------------- |
| 6       | Milos Raonic      | 5,160        | 360               | 0              | 4,800          | cirugía de la pierna |
| 15      | Gaël Monfils      | 2,065        | 0                 | 0              | 2,065          |                      |
| 35      | Fernando Verdasco | 1,145        | 0                 | 0              | 1,145          |                      |

### Dobles masculino
| Tenistas                        | Ranking | Preclasificado |
| Bob Bryan Mike Bryan            | 2       | 1              |
| Ivan Dodig Marcelo Melo         | 9       | 2              |
| Jean-Julien Rojer Horia Tecău   | 23      | 3              |
| Marcin Matkowski Nenad Zimonjić | 26      | 4              |
| Marcel Granollers Marc López    | 27      | 5              |
| Daniel Nestor Leander Paes      | 30      | 6              |
| Alexander Peya Bruno Soares     | 32      | 7              |
| Simone Bolelli Fabio Fognini    | 34      | 8              |

### Individuales femeninos

#### Sembradas
| Semb. | Rank. | Jugadora             | Puntos Antes | Puntos a Defender | Puntos Ganados | Puntos Después | Actuación en el Torneo                             |
| ----- | ----- | -------------------- | ------------ | ----------------- | -------------- | -------------- | -------------------------------------------------- |
| 1     | 1     | Serena Williams      | 10,156       | 900               | 105            | 9,261          | Tercera Ronda, retiro ante Christina McHale        |
| 2     | 2     | Simona Halep         | 7,115        | 105               | 350            | 7,360          | Semifinal, perdió ante Carla Suárez Navarro        |
| 3     | 3     | María Sharápova      | 6,970        | 105               | 900            | 7,765          | Campeona, derrotó a Carla Suárez Navarro           |
| 4     | 4     | Petra Kvitová        | 6,670        | 1                 | 190            | 6,859          | Cuartos de final, perdió ante Carla Suárez Navarro |
| 5     | 5     | Caroline Wozniacki   | 4,940        | 0                 | 1              | 4,941          | Segunda Ronda, perdió ante Victoria Azarenka       |
| 6     | 6     | Eugenie Bouchard     | 4,063        | 1                 | 105            | 4,167          | Tercera Ronda, perdió ante Carla Suárez Navarro    |
| 7     | 7     | Ana Ivanović         | 3,905        | 350               | 1              | 3,556          | Segunda Ronda, perdió ante Daria Gavrilova [Q]     |
| 8     | 8     | Yekaterina Makarova  | 3,465        | 60                | 105            | 3,510          | Tercera Ronda, perdió ante Alexandra Dulgheru      |
| 9     | 11    | Angelique Kerber     | 3,230        | 1                 | 60             | 3,289          | Segunda Ronda, perdió ante Irina-Camelia Begu      |
| 10    | 10    | Carla Suárez Navarro | 3,250        | 190               | 585            | 3,645          | Final, perdió ante María Sharápova                 |
| 11    | 13    | Karolína Plíšková    | 3,085        | 28                | 1              | 3,058          | Primera Ronda, perdió ante Timea Bacsinszky        |
| 12    | 14    | Lucie Šafářová       | 2,990        | 1                 | 60             | 3,049          | Segunda Ronda, perdió ante Alexandra Dulgheru      |
| 13    | 15    | Sara Errani          | 2,665        | 585               | 60             | 2,140          | Segunda Ronda, perdió ante Christina McHale        |
| 14    | 16    | Venus Williams       | 2,601        | 60                | 105            | 2,646          | Tercera Ronda, perdió ante Simona Halep            |
| 15    | 17    | Madison Keys         | 2,325        | 60                | 60             | 2,325          | Segunda Ronda, perdió ante Bojana Jovanovski       |
| 16    | 20    | Jelena Jankovic      | 2,075        | 350               | 105            | 1,830          | Tercera Ronda, perdió ante Petra Kvitova           |

#### Bajas femeninas
| Ranking | Jugadora            | Puntos Antes | Puntos a Defender | Puntos Ganados | Puntos Después | Baja debido a              |
| ------- | ------------------- | ------------ | ----------------- | -------------- | -------------- | -------------------------- |
| 9       | Andrea Petkovic     | 3,315        | 60                | 0              | 3,255          | Infección gastrointestinal |
| 13      | Agnieszka Radwanska | 3,075        | 190               | 0              | 2,885          | Lesión en la mano derecha  |
| 18      | Svetlana Kuznetsova | 2,177        | 60                | 0              | 2,117          | Fatiga                     |

### Dobles femeninos
| Tenista                                    | Ranking | Preclasificada |
| Martina Hingis Sania Mirza                 | 5       | 1              |
| Hsieh Su-wei Flavia Pennetta               | 25      | 2              |
| Tímea Babos Kristina Mladenovic            | 27      | 3              |
| Caroline Garcia Katarina Srebotnik         | 38      | 4              |
| Bethanie Mattek-Sands Lucie Šafářová       | 41      | 5              |
| Andrea Hlaváčková Lucie Hradecká           | 45      | 6              |
| Chan Yung-jan Zheng Jie                    | 49      | 7              |
| Alla Kudryavtseva Anastasia Pavlyuchenkova | 53      | 8              |

## Campeones

### Individuales masculinos
Novak Djokovic  venció a  Roger Federer por 6-4, 6-3

### Individuales femeninos
María Sharápova venció a  Carla Suárez Navarro por 4-6, 7-5, 6-1

### Dobles masculinos
Pablo Cuevas /  David Marrero vencieron a  Marcel Granollers  /  Marc López por 6-4, 7-5

### Dobles femeninos
Tímea Babos /  Kristina Mladenovic vencieron a  Martina Hingis /  Sania Mirza por 6-4, 6-3